# 寺田万里子
寺田 万里子（てらだ まりこ、1982年6月10日 - ）は、佐賀県出身の日本の女優。所属事務所は渋谷プロダクション。
身長162cm。スリーサイズ B:85、W:57、H:84。靴のサイズは24.0cm。特技は朗読、水泳、マラソン、ピアノ。
出身校は明治大学である。
前世がカエルと言われたことがある。

## 出演

### 映画
- 「名前のない女たち」監督：佐藤寿保（2010年）
- 「キャタピラー」監督：若松孝二（2010年）
- 「すんドめ4」監督：宇田川大吾（2009年）
- 「放送禁止・劇場版」監督：長江俊和（2008年）
- 「カクトウ便」監督：植田中（2008年）
- 「ペルソナ」監督：樫原辰郎（2008年）
- 「eiko」監督：嘉門幾生（2004年）

### ドラマ
- 「天装戦隊ゴセイジャー」（2010年、テレビ朝日） - カップル 役
- 「放送禁止」（2008年、CX）
- 「ここはグリーンウッド」（2008年、MX）
- 「おかわり飯蔵」（2007年、TX）
- 「もう一度夜を止めて」（2005年、BS-i）

### 舞台
- ACT LEAGUE（2008年〜 新宿スタジオアルタ）
- ACT RUSH（2007年 明治安田生命ホール）
- オルガンヴィトー「幻探偵II」作・演出：不二稿京（2009年　不思議地底窟）
- 月蝕歌劇団「寺山修司　過激なる疾走」作・演出：高取英（2009年　紀伊國屋ホール）
- 劇団うわの空・藤志郎一座「どこでもない場所」作・演出：村木藤志郎（2008年　紀伊國屋ホール）
- ミッドナイトサスペンス3『殺意の陰は、スクリーンの向こうに』演出：雄花雅之（新横浜プリンスホテル他）
- 「笑っていいかも・・・世界で一番不幸な娘」演出：池田定幸（2005年 萬スタジオ）
- 「TSUWAMONO」演出：高橋正秀（2004年　銀座みゆき館）
- 「しあわせになろうね」作・演出：高田拓土彦（2004年　武蔵野芸術劇場）
- 「父帰る」作：菊池寛　演出：高田拓土彦（2004年）
- 「すみれ」演出：室生春

### CM
- 「トヨタテクニカルデベロップメント」（2007年）

### その他
- 「警視庁」VP（2008年）
- 「オートバックスセブン」VP（2009年）